# Décimo Plocio Gripo
Décimo Plocio Gripo (en latín: Decimus Plotius Grypus) fue un senador de origen ecuestre que vivió y desarrolló su carrera en el siglo I, alcanzando el consulado.

## Carrera
En 69, el emperador Vespasiano le promocionó desde el ordo equester hasta el ordo senatorius mediante una adlectio inter tribunicios e, inmediatamente, le nombró praepositus de la Legio VII Claudia, con base en Moesia. 
En el año 70 fue nombrado pretor en lugar de Lucio Tetio Juliano.
Por último, en 88 fue nombrado cónsul sufecto  por orden del emperador Domiciano.
Posiblemente, murió poco después de su consulado, ya que no se le conoce ningún cargo más.